# Macuelizo (ort i Honduras, Departamento de Santa Bárbara, lat 15,30, long -88,53)
Macuelizo är en ort i Honduras.   Den ligger i departementet Departamento de Santa Bárbara, i den västra delen av landet, 200 km nordväst om huvudstaden Tegucigalpa. Macuelizo ligger 222 meter över havet och antalet invånare är 25 614.
Terrängen runt Macuelizo är kuperad åt nordväst, men åt sydost är den platt. Runt Macuelizo är det ganska glesbefolkat, med 38 invånare per kvadratkilometer. Macuelizo är det största samhället i trakten. Omgivningarna runt Macuelizo är en mosaik av jordbruksmark och naturlig växtlighet.